# Distoleon turbidus
Distoleon turbidus är en insektsart som först beskrevs av Luisa Eugenia Navas 1915.  Distoleon turbidus ingår i släktet Distoleon och familjen myrlejonsländor. Inga underarter finns listade i Catalogue of Life.